# Wimbledon Championships 1969
Die 83. Wimbledon Championships waren ein Tennis-Rasenplatzturnier der Klasse Grand Slam, das von der ITF veranstaltet wurde. Es fand vom 23. Juni bis zum 5. Juli 1969 in London, Großbritannien statt. Ausrichter war der All England Lawn Tennis and Croquet Club.
Titelverteidiger im Einzel waren Rod Laver bei den Herren sowie Billie Jean King bei den Damen. Im Herrendoppel waren John Newcombe und Tony Roche, im Damendoppel Rosie Casals und Billie Jean King die Titelverteidiger. Im Mixed waren Billie Jean King und Ken Fletcher die Titelverteidiger.

## Herreneinzel
Nach seinem Triumph im Vorjahr, war Rod Laver wieder Favorit auf den Titel. Bereits in der zweiten Runde hatte er mit Problemen zu kämpfen. Gegen den Inder Premjit Lall lag er mit zwei Sätzen in Rückstand, bevor er die verbliebenen drei Sätze deutlich gewinnen konnte. Gegen den an Nr. 16 gesetzten US-Amerikaner Stan Smith musste er im Achtelfinale wiederum über fünf Sätze gehen. Er verspielte eine 2:0-Satzführung, Smith gewann den dritten und vierten Satz, bevor Laver im fünften Satz den Sieg errang. Im Viertelfinale besiegte er den an Nr. 8 gesetzten Cliff Drysdale in drei Sätzen, bevor es im Halbfinale zu einer Neuauflage des Halbfinals von 1968 gegen Arthur Ashe kam, in dem sich Laver in vier Sätzen durchsetzte.
Lavers Finalgegner war der Australier John Newcombe, der bereits 1967 den Titel gewann. In der ersten Runde setzte er sich gegen den Jugoslawen Niki Pilić durch. Im Viertelfinale traf er auf den an Nr. 3 gesetzten Niederländer Tom Okker, und im Halbfinale folgte der zweitgesetzte Vorjahresfinalist Tony Roche, die er jeweils in vier Sätzen besiegte. Auf dem Weg ins Finale musste Newcombe drei Australier besiegen. Im Finale folgte dann mit Rod Laver ein weiterer Landsmann, der sich in vier Sätzen durchsetzte.

### Setzliste
| Nr. | Spieler        | Erreichte Runde |
| --- | -------------- | --------------- |
| 01. | Rod Laver      | Sieg            |
| 02. | Tony Roche     | Halbfinale      |
| 03. | Tom Okker      | Viertelfinale   |
| 04. | Ken Rosewall   | 3. Runde        |
| 05. | Arthur Ashe    | Halbfinale      |
| 06. | John Newcombe  | Finale          |
| 07. | Clark Graebner | Viertelfinale   |
| 08. | Cliff Drysdale | Viertelfinale   |

| Nr. | Spieler         | Erreichte Runde |
| --- | --------------- | --------------- |
| 09. | Roy Emerson     | Achtelfinale    |
| 10. | Andrés Gimeno   | Achtelfinale    |
| 11. | Fred Stolle     | Achtelfinale    |
| 12. | Pancho Gonzales | Achtelfinale    |
| 13. | Raymond Moore   | 1. Runde        |
| 14. | Bob Hewitt      | 1. Runde        |
| 15. | Dennis Ralston  | Achtelfinale    |
| 16. | Stan Smith      | Achtelfinale    |

## Dameneinzel

### Setzliste
| Nr. | Spielerin        | Erreichte Runde |
| --- | ---------------- | --------------- |
| 01. | Margaret Court   | Halbfinale      |
| 02. | Billie Jean King | Finale          |
| 03. | Virginia Wade    | 3. Runde        |
| 04. | Ann Jones        | Sieg            |

| Nr. | Spielerin      | Erreichte Runde |
| --- | -------------- | --------------- |
| 05. | Nancy Richey   | Viertelfinale   |
| 06. | Kerry Melville | 2. Runde        |
| 07. | Julie Heldman  | Viertelfinale   |
| 08. | Judy Tegart    | Viertelfinale   |

## Herrendoppel
John Newcombe und Tony Roche hatten die Doppelkonkurrenz bereits im Vorjahr gewinnen können und traten als aktuelle Sieger der French Open 1969 beim Turnier von Wimbledon an. Bis zum Halbfinale gaben sie keinen Satz ab und mussten dann gegen die an Nr. 5 gesetzten Bob Hewitt und Frew McMillan über vier Sätze gehen.
Finalgegner waren der Niederländer Tom Okker und der US-Amerikaner Marty Riessen. In Runde zwei mussten sie gegen die ungesetzten Dänen Jan Leschly und Jørgen Ulrich einen 2:0-Satzrückstand aufholen, um schließlich in fünf Sätzen zu gewinnen. Im Halbfinale setzten sie sich in vier Sätzen gegen die zweitgesetzten Australier Roy Emerson und Rod Laver durch.
Im Finale gewannen Newcombe und Roche ohne Satzverlust in drei Sätzen.

### Setzliste
| Nr. | Paarung                  | Erreichte Runde |
| --- | ------------------------ | --------------- |
| 01. | John Newcombe Tony Roche | Sieg            |
| 02. | Roy Emerson Rod Laver    | Halbfinale      |
| 03. | Ken Rosewall Fred Stolle | Achtelfinale    |
| 04. | Bob Lutz Stan Smith      | Viertelfinale   |

| Nr. | Paarung                      | Erreichte Runde |
| --- | ---------------------------- | --------------- |
| 05. | Bob Hewitt Frew McMillan     | Halbfinale      |
| 06. | Tom Okker Marty Riessen      | Finale          |
| 07. | Cliff Drysdale Roger Taylor  | Viertelfinale   |
| 08. | Arthur Ashe Charlie Pasarell | Achtelfinale    |

## Damendoppel

### Setzliste
| Nr. | Paarung                       | Erreichte Runde |
| --- | ----------------------------- | --------------- |
| 01. | Margaret Court Judy Tegart    | Sieg            |
| 02. | Rosie Casals Billie Jean King | Achtelfinale    |
| 03. | Françoise Dürr Ann Jones      | Achtelfinale    |
| 04. | Lesley Bowrey Virginia Wade   | 1. Runde        |

## Mixed

### Setzliste
| Nr. | Paarung                        | Erreichte Runde |
| --- | ------------------------------ | --------------- |
| 01. | Ken Fletcher Margaret Court    | Halbfinale      |
| 02. | John Newcombe Billie Jean King | Viertelfinale   |
| 03. | Tony Roche Judy Tegart         | Finale          |
| 04. | Fred Stolle Ann Jones          | Sieg            |